# Halewo
Halewo (biał. Галева; ros. Галево) – wieś na Białorusi, w obwodzie brzeskim, w rejonie pińskim, w sielsowiecie Ośnieżyce, przy drodze republikańskiej R6. Od południa graniczy z Pińskiem.
W dwudziestoleciu międzywojennym leżało w Polsce, w województwie poleskim, w powiecie pińskim, do 18 kwietnia 1928 w gminie Stawek, następnie w gminie Pinkowicze. Po II wojnie światowej w granicach Związku Sowieckiego. Od 1991 w niepodległej Białorusi.